# Division 1 1975-1976
La Division 1 1975-1976 è stata la 38ª edizione della massima serie del campionato francese di calcio, disputato tra il 7 agosto 1975 e il 19 giugno 1976 e concluso con la vittoria del Saint-Étienne, al suo nono titolo.
Capocannoniere del torneo è stato Carlos Bianchi (Stade Reims) con 34 reti.

## Stagione

### Avvenimenti
L'iniziale bagarre vide contrapposti Olympique Lione, Saint-Étienne e Nizza, questi ultimi presero il comando solitario della classifica alla decima giornata e proseguirono, braccati dai Gones e dall'Olympique Marsiglia. Rimasti inizialmente indietro rispetto alla concorrenza, i campioni in carica del Saint-Étienne recuperarono posizioni fino a concludere il girone di andata soli in testa, con due punti di vantaggio sul Nizza.
Nel corso del girone di ritorno i Verts marciarono indisturbati verso il terzo titolo consecutivo, mentre alle spalle si alternavano diverse squadre come l'Olympique Marsiglia, il Nantes e il Sochaux; questi ultimi, assieme al Nizza, prevalsero con novanta minuti di anticipo nella bagarre ottenendo l'accesso in Coppa UEFA, mentre i Verts risultavano già campioni di Francia a 180 minuti dalla conclusione del torneo.
Sul fondo della classifica, l'Olympique Lione superò all'ultima giornata il Monaco, sconfitto in rimonta da un Lilla privo di obiettivi da raggiungere. I monegaschi accompagnarono nella caduta in seconda divisione lo Strasburgo, retrocesso con una gara di anticipo, e l'Olympique Avignone, ultimo in solitaria sin dalla seconda giornata.

## Allenatori e primatisti
| Squadra             | Allenatore                                       | Calciatore più presente                               | Cannoniere                            |
| ------------------- | ------------------------------------------------ | ----------------------------------------------------- | ------------------------------------- |
| Bastia              | Pierre Cahuzac                                   | Charles Orlanducci, Jacques Zimako (35)               | Jacques Zimako (15)                   |
| Bordeaux            | André Menaut                                     | Daniel Jeandupeux, Jacques Largouët (34)              | Alain Giresse (13)                    |
| Lens                | Arnold Sowinski                                  | Jean-Marie Elie (37)                                  | Joachim Marx (15)                     |
| Lilla               | Georges Peyroche                                 | Jean-Noël Dusé (36)                                   | Christian Coste (17)                  |
| Metz                | Georges Huart                                    | Hugo Curioni (37)                                     | Hugo Curioni (25)                     |
| Monaco              | Alberto Muro (1ª-20ª) Armand Forcherio (21ª-38ª) | Yves Chauveau (37)                                    | Delio Onnis (27)                      |
| Nîmes               | Kader Firoud                                     | Jean-Claude Mith (38)                                 | Luizinho da Silva (10)                |
| Nizza               | Vlatko Marković                                  | Dominique Baratelli (38)                              | Daniel Sanchez (12)                   |
| Nantes              | José Arribas                                     | Henri Micheli (36)                                    | Gilles Rampillon (16)                 |
| Nancy               | Antoine Redin                                    | Carlos Curbelo, Francisco "Paco" Rubio (38)           | Michel Platini (22)                   |
| O. Avignone         | Marc Bourrier                                    | Claude Le Roy (35)                                    | Jacques Castellan (11)                |
| Olympique Lione     | Aimé Mignot (1ª-23ª) Aimé Jacquet (24ª-38ª)      | Serge Chiesa (36)                                     | Serge Chiesa (18)                     |
| Olympique Marsiglia | Jules Zvunka                                     | Marius Trésor (36)                                    | Héctor Yazalde (19)                   |
| Paris Saint-Germain | Just Fontaine (1ª-35ª) Robert Vicot (36ª-38ª)    | Ilija Pantelić (38)                                   | François M'Pelé, Mustapha Dahleb (12) |
| Saint-Étienne       | Robert Herbin                                    | Christian Lopez (38)                                  | Hervé Revelli (12)                    |
| Sochaux             | Paul Barret                                      | André Guttierez, Robert Pintenat, Albert Rust (38)    | Robert Pintenat (21)                  |
| Stade Reims         | Pierre Flamion                                   | Carlos Bianchi, Jean-Pierre Brucato (36)              | Carlos Bianchi (32)                   |
| Strasburgo          | Hennie Hollink (1ª-22ª) Paul Frantz (23ª-38ª)    | Dominique Dropsy, Yves Ehrlacher, Léonard Specht (38) | Albert Gemmrich (8)                   |
| Troyes              | René Cédolin                                     | René Le Lamer, Ilija Petković (37)                    | Sekou Diallo (12)                     |
| Valenciennes        | Jean-Pierre Destrumelle                          | Claude Coumba, Jean-Luc Fugaldi (37)                  | Bruno Zaremba (11)                    |

## Classifica finale
|  | Pos. | Squadra             | Pt (Bonus) | G  | V  | N  | P  | GF | GS | DR  |
|  | ---- | ------------------- | ---------- | -- | -- | -- | -- | -- | -- | --- |
|  | 1.   | Saint-Étienne       | 57 (6)     | 38 | 18 | 15 | 5  | 69 | 38 | +31 |
|  | 2.   | Nizza               | 54 (7)     | 38 | 17 | 13 | 8  | 67 | 40 | +27 |
|  | 3.   | Sochaux             | 52 (6)     | 38 | 16 | 14 | 8  | 59 | 50 | +9  |
|  | 4.   | Nantes              | 50 (6)     | 38 | 15 | 14 | 9  | 67 | 44 | +23 |
|  | 5.   | Stade Reims         | 47 (5)     | 38 | 17 | 8  | 13 | 67 | 49 | +18 |
|  | 6.   | Metz                | 47 (7)     | 38 | 18 | 4  | 16 | 72 | 62 | +10 |
|  | 7.   | Nancy               | 45 (7)     | 38 | 14 | 10 | 14 | 67 | 59 | +8  |
|  | 8.   | Bastia              | 45 (4)     | 38 | 14 | 13 | 11 | 59 | 53 | +6  |
|  | 9.   | Olympique Marsiglia | 42 (1)     | 38 | 20 | 1  | 17 | 60 | 60 | 0   |
|  | 10.  | Bordeaux            | 40 (1)     | 38 | 15 | 9  | 14 | 59 | 59 | 0   |
|  | 11.  | Nîmes               | 40 (3)     | 38 | 14 | 9  | 15 | 50 | 53 | -3  |
|  | 12.  | Valenciennes        | 40 (4)     | 38 | 13 | 10 | 15 | 44 | 54 | -10 |
|  | 13.  | Lilla               | 40 (4)     | 38 | 14 | 8  | 16 | 59 | 73 | -14 |
|  | 14.  | Paris Saint-Germain | 39 (2)     | 38 | 13 | 11 | 14 | 63 | 60 | +3  |
|  | 15.  | Lens                | 38 (2)     | 38 | 10 | 16 | 12 | 58 | 66 | -8  |
|  | 16.  | Olympique Lione     | 37 (4)     | 38 | 13 | 7  | 18 | 55 | 61 | -6  |
|  | 17.  | Troyes AF           | 37 (3)     | 38 | 9  | 16 | 13 | 48 | 55 | -7  |
|  | 18.  | Monaco              | 35 (2)     | 38 | 12 | 9  | 17 | 53 | 73 | -20 |
|  | 19.  | Strasburgo          | 32 (3)     | 38 | 9  | 11 | 18 | 39 | 56 | -17 |
|  | 20.  | Olympique Avignone  | 20 (0)     | 38 | 7  | 6  | 25 | 30 | 80 | -50 |

Legenda:
      Campione di Francia e ammessa alla Coppa dei Campioni 1976-1977.
      Ammesse alla Coppa UEFA 1976-1977.
      Ammesse alla Coppa delle Coppe 1976-1977.
      Retrocesse in Division 2 1976-1977.
Note:
Due punti a vittoria, uno a pareggio, zero a sconfitta.
Per ogni vittoria con più di tre gol di scarto è assegnato un punto bonus.

### Squadra campione
| Formazione tipo | Giocatori (presenze)     |
| --- | ------------------------ |
| Ćurković Piazza Lopez Farison Janvion Santini Larqué Bathenay Triantafyllos Rocheteau H. Revelli | Ivan Ćurković (38)       |
| Ćurković Piazza Lopez Farison Janvion Santini Larqué Bathenay Triantafyllos Rocheteau H. Revelli | Oswaldo Piazza (35)      |
| Ćurković Piazza Lopez Farison Janvion Santini Larqué Bathenay Triantafyllos Rocheteau H. Revelli | Gérard Janvion (32)      |
| Ćurković Piazza Lopez Farison Janvion Santini Larqué Bathenay Triantafyllos Rocheteau H. Revelli | Gérard Farison (28)      |
| Ćurković Piazza Lopez Farison Janvion Santini Larqué Bathenay Triantafyllos Rocheteau H. Revelli | Christian Lopez (38)     |
| Ćurković Piazza Lopez Farison Janvion Santini Larqué Bathenay Triantafyllos Rocheteau H. Revelli | Jacques Santini (34)     |
| Ćurković Piazza Lopez Farison Janvion Santini Larqué Bathenay Triantafyllos Rocheteau H. Revelli | Jean-Michel Larqué (32)  |
| Ćurković Piazza Lopez Farison Janvion Santini Larqué Bathenay Triantafyllos Rocheteau H. Revelli | Dominique Bathenay (34)  |
| Ćurković Piazza Lopez Farison Janvion Santini Larqué Bathenay Triantafyllos Rocheteau H. Revelli | Dominique Rocheteau (22) |
| Ćurković Piazza Lopez Farison Janvion Santini Larqué Bathenay Triantafyllos Rocheteau H. Revelli | Patrick Revelli (24)     |
| Ćurković Piazza Lopez Farison Janvion Santini Larqué Bathenay Triantafyllos Rocheteau H. Revelli | Hervé Revelli (29)       |
| Altri giocatori: Christian Synaeghel (20), Pierre Repellini (19), Jean-Marc Schaer (17), Christian Sarramagna (11), Félix Lacuesta (8), Yves Triantafyllos (6), Jean-François Larios (5), Alain Merchadier (4), Dominique Vésir (2), Hugues Boury (1) |                          |

## Statistiche

### Capoliste solitarie
|    | —— | —— | —— | —— | ——    | ——    | ——    | ——    | ——    | ——    | ——    | ——    | ——    | ——    | ——    | ——  | ——            | ——            | ——            | ——            | ——            | ——            | ——            | ——            | ——            | ——            | ——            | ——            | ——            | ——            | ——            | ——            | ——            | ——            | ——            | ——            | ——            | —— |  |
|    |    |    |    |    | Nizza | Nizza | Nizza | Nizza | Nizza | Nizza | Nizza | Nizza | Nizza | Nizza | Nizza |     | Saint-Étienne | Saint-Étienne | Saint-Étienne | Saint-Étienne | Saint-Étienne | Saint-Étienne | Saint-Étienne | Saint-Étienne | Saint-Étienne | Saint-Étienne | Saint-Étienne | Saint-Étienne | Saint-Étienne | Saint-Étienne | Saint-Étienne | Saint-Étienne | Saint-Étienne | Saint-Étienne | Saint-Étienne | Saint-Étienne | Saint-Étienne |    |  |
|    |    |    |    |    |       |       |       |       |       |       |       |       |       |       |       |     |               |               |               |               |               |               |               |               |               |               |               |               |               |               |               |               |               |               |               |               |               |    |  |
|    |    |    |    |    |       |       |       |       |       |       |       |       |       |       |       |     |               |               |               |               |               |               |               |               |               |               |               |               |               |               |               |               |               |               |               |               |               |    |  |
| 1ª | 2ª | 3ª | 4ª | 5ª | 6ª    | 7ª    | 8ª    | 9ª    | 10ª   | 11ª   | 12ª   | 13ª   | 14ª   | 15ª   | 16ª   | 17ª | 18ª           | 19ª           | 20ª           | 21ª           | 22ª           | 23ª           | 24ª           | 25ª           | 26ª           | 27ª           | 28ª           | 29ª           | 30ª           | 31ª           | 32ª           | 33ª           | 34ª           | 35ª           | 36ª           | 37ª           | 38ª           |    |  |

#### Primati stagionali
Squadre
- Maggior numero di vittorie: Olympique Marsiglia (20)
- Minor numero di sconfitte: Saint-Étienne (5)
- Migliore attacco: Metz (72)
- Miglior difesa: Saint-Étienne (38)
- Miglior differenza reti: Saint-Étienne (+31)
- Maggior numero di pareggi: Lens, Troyes (16)
- Minor numero di pareggi: Olympique Marsiglia (1)
- Maggior numero di sconfitte: O. Avignone (25)
- Minor numero di vittorie: O. Avignone (7)
- Peggior attacco: O. Avignone (30)
- Peggior difesa: O. Avignone (80)
- Peggior differenza reti: O. Avignone (-50)

### Individuali

#### Classifica marcatori
| Gol | Rigori |  | Giocatore        | Squadra             |
| --- | ------ |  | ---------------- | ------------------- |
| 34  | 5      |  | Carlos Bianchi   | Stade Reims         |
| 29  | 3      |  | Delio Onnis      | Monaco              |
| 25  | 3      |  | Hugo Curioni     | Metz                |
| 22  | 4      |  | Michel Platini   | Nancy               |
| 21  | 3      |  | Robert Pintenat  | Sochaux             |
| 19  |        |  | Christian Coste  | Lilla               |
| 19  | 3      |  | Héctor Yazalde   | Olympique Marsiglia |
| 18  |        |  | Serge Chiesa     | Olympique Lione     |
| 16  |        |  | Nico Braun       | Metz                |
| 16  |        |  | Gilles Rampillon | Nantes              |
| 15  |        |  | Joachim Marx     | Lens                |
| 15  |        |  | Gérard Soler     | Sochaux             |
| 15  |        |  | Jacques Zimako   | Bastia              |
| 13  | 5      |  | Alain Giresse    | Bordeaux            |

### Arbitri
Di seguito è indicata, in ordine alfabetico, la lista dei 20 arbitri che presero parte alla Division 1 1975-1976. Tra parentesi è riportato il numero di incontri diretti.
- Marcel Bacou (25)
- Jean Bancourt (19)
- Gabriel Besory (17)
- Marc Buils (1)
- Henrik Didier (16)
- Alain Delmer (10)
- Stéphane Frére (5)
- Robert Frauciel (19)
- Robert Héliès (31)
- Alain Jourdain (2)

- Michel Kitabdjian (30)
- Georges Konrath (32)
- Michel Leloup (20)
- Jean-Claude Martin (24)
- Jean-Marie Meeus (17)
- Guy Mouchotte (14)
- Michel Vautrot (17)
- Achille Verbecke (28)
- René Vigliani (24)
- Robert Wurtz (27)

## Percorso dei club nelle coppe europee
| Club                | Competizione               | Risultato        | Ultimo avversario          |
| ------------------- | -------------------------- | ---------------- | -------------------------- |
| Saint-Étienne       | Coppa dei Campioni 1975-76 | Finale           | Bayern Monaco (0-1)        |
| Lens                | Coppa delle Coppe 1975-76  | Ottavi di finale | Den Haag (2-3; 1-3)        |
| Olympique Lione     | Coppa UEFA 1975-76         | Primo turno      | Club Bruges (4-3; 0-3)     |
| Olympique Marsiglia | Coppa UEFA 1975-76         | Primo turno      | Carl Zeiss Jena (0-3; 0-1) |